# Carlos Ferrando
Carlos Ferrando López (Cartagena, 2 de agosto de 1948- Madrid, 13 de agosto de 2024) fue un periodista y colaborador de televisión español. 

## Biografía
Con 4 años de edad se traslada a vivir con su familia a la ciudad de Sabadell. Allí permanece hasta 1969, fecha en la que se instala en Madrid, y comenzó a trabajar como secretario a las órdenes de la actriz Esperanza Roy. Imbuido de lleno en el mundo artístico, fue jefe de prensa de Pedro Almodóvar, Ana Belén e Imanol Arias.
Su conocimiento del mundo de los artistas le sirvió para forjarse una carrera como crítico de cine en la revista Fotogramas y el Diario 16, además de colaborar, en la década de 1980, en la publicación emblemática de la Movida Madrileña, La luna de Madrid. Asimismo, fue colaborador de cine para el semanario Tiempo y tuvo una columna de crítica social llamada El picotazo en la revista Interviú, durante 1987. Posteriormente, volvió a Diario 16, donde publicó su, homónima, columna hasta el año 1995. 
En radio, tuvo una sección diaria de crónica social llamada El avispero en Hoy por Hoy, de Iñaki Gabilondo, desde los inicios del programa, en 1986, hasta 1989. En 1990, inició una nueva etapa en Antena 3 Radio, donde colaboró en los programas Viva la gente de la tarde, de Miguel Ángel García-Juez y Días de radio (1993- 1994), de Concha García Campoy, donde realizaba una sección -junto a Rosa Villacastín- titulada El estado de la pasión. La temporada siguiente acompañó a García Campoy en su salto a Onda Cero, con el programa Noches de radio y, finalmente, en 1999, sustituyó a María Eugenia Yagüe en el programa Protagonistas, de Luis del Olmo, en la misma emisora.
Su auténtico salto a la popularidad se produce a partir de 1997, gracias a la televisión. En la temporada 1997-1998, intervino en el magazín De domingo a domingo, presentado por Belinda Washington en Telecinco, y, un año después, Javier Sardà lo ficha para comentar la crónica social en su entonces recién estrenado programa Crónicas Marcianas. El periodista abandonó el programa un año más tarde, acusando a Sardà de montar escándalos en beneficio de la audiencia, siendo sustituido por Boris Izaguirre. Con posterioridad, trabajó junto a Alicia Senovilla en Como la vida (2000), hasta presentar su propio espacio Corazón del milenio (2000-2004) en Canal 7 o Latidos del Corazón (2001-2003) en Sevilla TV y otros canales locales.
En 2004 vuelve como colaborador para temas de prensa rosa a la televisión nacional con el espacio veraniego A la carta, presentado por Agustín Bravo y Patricia Pérez en Antena 3. Seguirían Cada día (2004-2005), con María Teresa Campos y El ventilador (2007), con Yolanda Flores en Telecinco y Demasiado Corazón (2006-2008), espacio que conducía en el canal Telecorazón, transmitido a través de la plataforma de ONO.
Desde 2009 hasta 2013 colaboró con María Teresa Campos en el programa de Telecinco ¡Qué tiempo tan feliz!. Años más tarde hasta su cancelación en 2017, volvió como colaborador al programa de la cadena Telecinco.